# Martin Zaťovič
Martin Zaťovič (* 25. ledna 1985, Přerov, Československo) je český lední hokejista. Hraje na postu útočníka v českém klubu HC Zubr Přerov. V roce 2014 se zúčastnil přípravky na světový šampionát v rámci Euro Hockey Challenge, poté absolvoval Švédské hokejové hry, kde odváděl skvělé výkony. Díky tomu byl nominován na své první Mistrovství světa v ledním hokeji v Minsku, kde skončil s národním týmem po prohře se Švédy na čtvrtém místě. Jako nováček vstřelil dva góly. Naposledy byl 6 sezón kapitánem týmu HC Kometa Brno.

## Ocenění a úspěchy
- 2004 ČHL-20 - Nejlepší hráč v pobytu na ledě (+/-)
- 2018 ČHL - Nejlepší střelec v oslabení
- 2019 ČHL - Nejlepší střelec v playoff
- 2024 Klub hokejových střelců deníku Sport

## Prvenství

### ČHL
- Debut - 26. října 2004 (Bílí Tygři Liberec proti HC Energie Karlovy Vary)
- První asistence - 17. listopadu 2006 (HC Energie Karlovy Vary proti HC Sparta Praha)
- První gól - 26. září 2008 (HC Energie Karlovy Vary proti Bílí Tygři Liberec, českému brankáři Milanu Hniličkovi)
- První hattrick - 11. března 2012 (BK Mladá Boleslav proti HC Energie Karlovy Vary)

### KHL
- Debut - 4. září 2014 (HK Lada Toljatti proti HK Jugra Chanty-Mansijsk)
- První gól - 4. září 2014 (HK Lada Toljatti proti HK Jugra Chanty-Mansijsk)
- První asistence - 15. září 2014 (HK Lada Toljatti proti Dinamo Riga)

## Hráčská kariéra

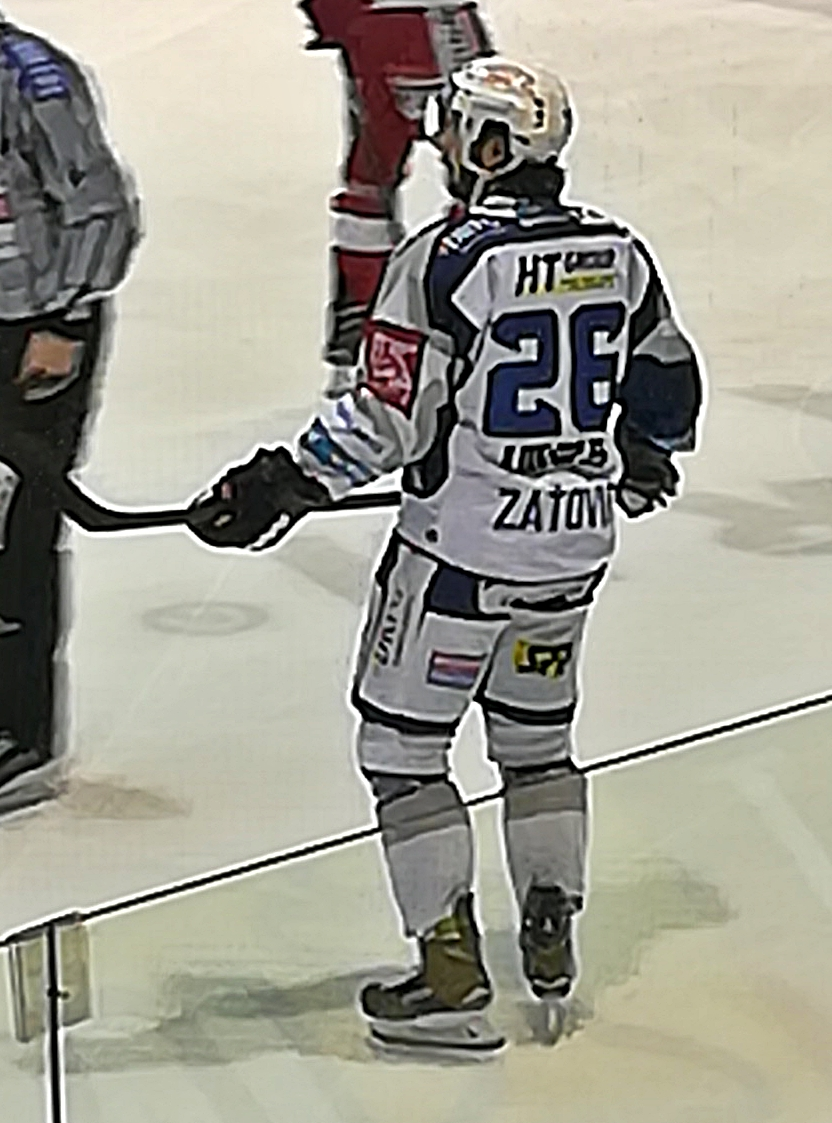
Zaťovič v dresu brněnské Komety

- 2004–05 HC Energie Karlovy Vary – jun. (E)
- 2005–06 SK Kadaň (1. liga), HC Energie Karlovy Vary – jun. (E)
- 2006–07 HC Energie Karlovy Vary (ELH), HC Baník Sokolov (2. liga)
- 2007–08 HC Energie Karlovy Vary (ELH), HC Most (1. liga)
- 2008–09 HC Energie Karlovy Vary (ELH), HC Most (1. liga)
- 2009–2010 HC Energie Karlovy Vary (ELH)
- 2010–2011 HC Energie Karlovy Vary (ELH)
- 2011–2012 HC Energie Karlovy Vary (ELH)
- 2012–2013 HC Energie Karlovy Vary (ELH)
- 2013–2014 HC Energie Karlovy Vary (ELH)
- 2014–2015 HK Lada Toljatti (KHL)
- 2015–2016 HK Lada Toljatti (KHL)
- 2016–2017 HC Kometa Brno (ELH) [1]
- 2017–2018 HC Kometa Brno (ELH)
- 2018–2019 HC Kometa Brno (ELH)
- 2019–2020 HC Kometa Brno (ELH)
- 2020–2021 HC Kometa Brno (ELH)
- 2021–2022 HC Kometa Brno (ELH)
- 2022–2023 HC Kometa Brno (ELH)
- 2023–2024 HC Kometa Brno (ELH)
- 2024–2025 HC Kometa Brno (ELH), HC Zubr Přerov (1. liga)

## Reprezentace
| Rok                       | Tým                       | Soutěž                    | Z  | G | A | B | TM |
| ------------------------- | ------------------------- | ------------------------- | -- | - | - | - | -- |
| 2014                      | Česko                     | MS                        | 10 | 2 | 0 | 2 | 0  |
| 2015                      | Česko                     | MS                        | 10 | 4 | 0 | 4 | 4  |
| 2016                      | Česko                     | MS                        | 7  | 1 | 0 | 1 | 2  |
| Seniorská kariéra celkově | Seniorská kariéra celkově | Seniorská kariéra celkově | 27 | 7 | 0 | 7 | 6  |